# Elestora fulgurata
Elestora fulgurata is een keversoort uit de familie schorsknaagkevers (Trogossitidae). De wetenschappelijke naam van de soort werd in 1868 gepubliceerd door Francis Polkinghorne Pascoe.